# Carta de Cassini
La carta de Cassini o mapa de Cassini, a veces llamado mapa de la Academia, es el primer mapa topográfico y geométrico establecido a escala del reino de Francia en su conjunto. Sería más apropiado hablar del «mapa de los Cassini», porque fue elaborado por la familia de Giovanni Cassini, con su hijo Jacques Cassini (Cassini II), pero principalmente su nieto César-François Cassini (Cassini III) y su bisnieto Jean-Dominique Cassini (Cassini IV) en el siglo XVIII.
La escala adoptada es una línea por cien brazas, o una escala de 1/86 400 (una cabecera equivale a 864 líneas).
En el momento, este mapa supuso una auténtica innovación y un avance técnico decisivo. Es el primer mapa que se basa en una triangulación geodésica que tardó más de sesenta años en establecerse. Las cuatro generaciones de Cassini se han sucedido para realizar este trabajo. El mapa no ubica con precisión las viviendas o los límites de marismas y bosques, pero el nivel de precisión de la red de carreteras representada es tal que superponiendo fotografías de satélite ortorrectificadas sobre las hojas del mapa de Francia, obtenemos resultados espectaculares.
El trabajo de los Cassini incluso dejó su huella en la tierra donde los topónimos conocidos como "Señal de Cassini», que revelan los lugares donde se tomaron las medidas en ese momento. Estos puntos de referencia corresponden a la parte superior de los innumerables triángulos que formaron el marco del mapa de Cassini.
Hoy en día, los investigadores consultan con frecuencia las hojas del mapa de Cassini, ya sea en papel en la sala de lectura del departamento de mapas y planos de la Biblioteca Nacional de Francia, o en formato digital en línea (ver Enlaces externos). Es de especial interés para arqueólogos, arquitectos, historiadores, geógrafos, genealogistas, buscadores de tesoros y ecologistas que necesitan hacer ecología retrospectiva o comprender la historia del paisaje.

## En los orígenes

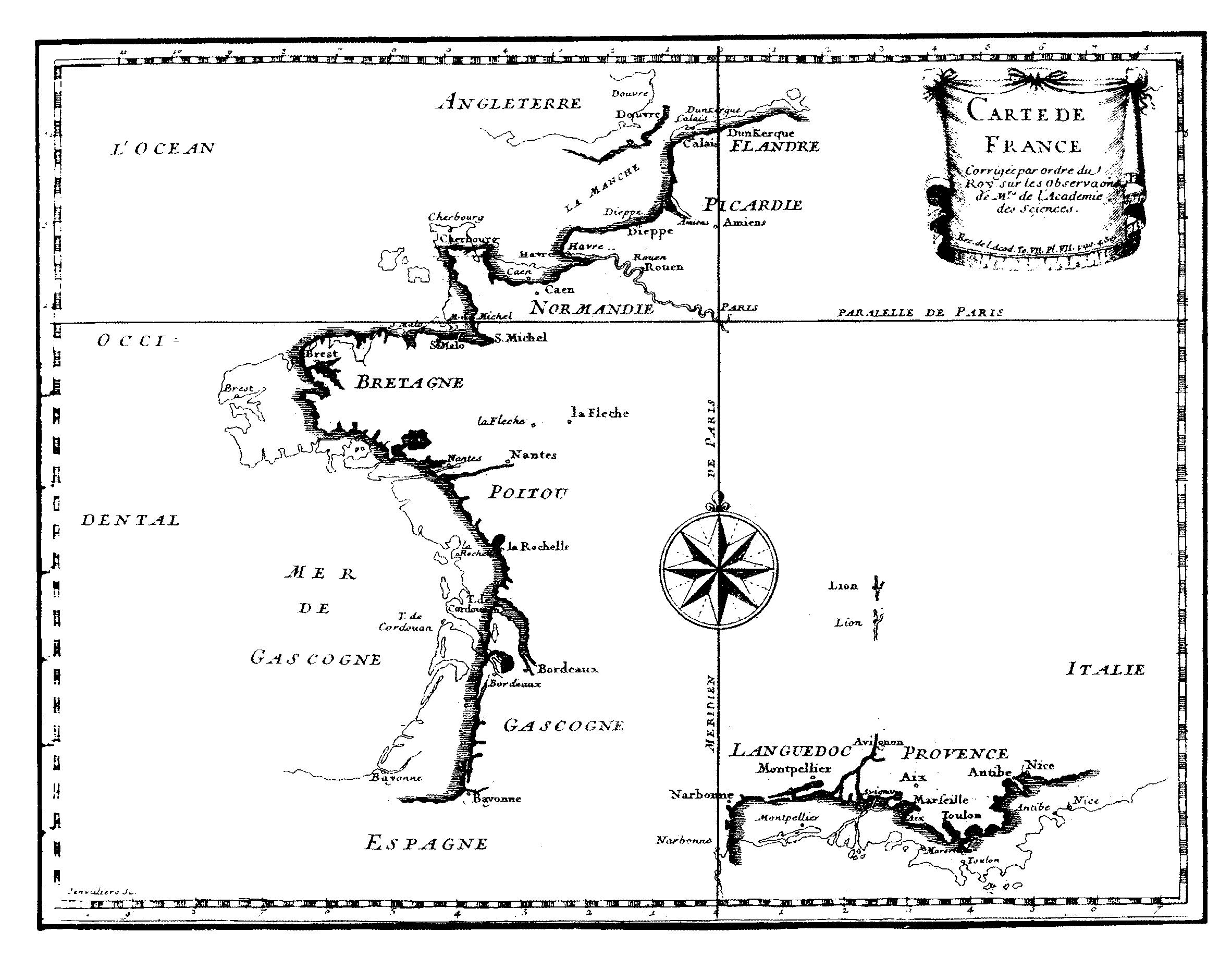
Mapa de Francia corregido, presentado a L'Académie en 1682.

Podemos considerar que la aventura del mapa de Francia de Cassini tiene sus raíces en el reinado de Luis XIV, con la creación de la Academia de Ciencias, y las grandes ambiciones de Colbert respecto a la marina francesa y las costas de Francia que defender en él por un lado, y la vaguedad de la geografía del país, por otro; resulta que las distancias entre localidades, por ejemplo, se estiman muy a menudo en días de conducción, sin una medición real de los desplazamientos realizados.
En 1668, Colbert informó a la Academia de Ciencias que "quería que trabajáramos para hacer mapas de Francia geográficamente más precisos que los que se hacen allí ..."; A continuación, el astrónomo y geodesiano Jean Picard realiza la primera triangulación de París a Amiens con su meridiano y traza así las bases del mapa particular del entorno de París que seguirá a lo largo de su realización por David Vivier.
Luego, en los años 1671-1673, el rey Luis XIV ordenó a la Academia "elaborar un mapa de toda Francia con la mayor precisión posible". Picard y La Hire registrarán astronómicamente las latitudes y longitudes de las principales ciudades costeras, trabajo que dará lugar a los contornos del mapa corregido (pero no triangulado) de Francia, presentado a la Academia en 1682.

## Visualización
- Des villages de Cassini aux communes d'aujourd'hui, Navegación: Cartas de Cassini », En ehess.fr, École des Hautes Etudes en Sciences Sociales
- Mapa de Cassini vectorizado por el grupo GeoHistoricalData
- Mapa de Cassini en el sitio web de Géoportail (IGN)
- El mapa de Cassini superpuesto al mapa de Francia de Google Maps - David Rumsey
- Mapa de Cassini en el sitio web de la Biblioteca del Congreso (Estados Unidos)